# 김기재 (1974년)
김기재(金基宰, 1974년 11월 25일~)은 대한민국의 정치인이다. 당진시의원을 역임했다.

## 학력
- 1981 계성초등학교
- 1990 북일고등학교 졸업
- 2010 한일장신대학교 인문사회과학부 졸업
- 2016 한양대학교 공공정책대학원 지방자치학

## 수상내역
- 2008 전국지역신문협회 자랑스런 기자상
- 2016 시민자치학교 당진시의회 최우수 의원
- 2017 제5회 대한민국 도전 페스티벌 도전한국인상
- 2020 제1회 대한민국 헌정대상
- 2020 제12회 풀뿌리자치대상 자랑스런 충청인상

## 경력
- 당진신문(주) 취재기자/편집국장/대표이사
- 더불어민주당 미세먼지대책특별위원회 부위원장
- 더불어민주당 대중문화예술진흥특별위 공동부위원장
- 더불어민주당 문재인 대통령후보 중앙선거 대책위 공보단 부대변인
- 제2대 당진시의회 의원
- 제3대 당진시의회 전반기 의장

## 역대 선거 결과
|  | 15.27% |

|  | 37.81% |

|  | 41.98% |